# Articles de constitution de 1789
Lire en ligne

Consulter

Lois fondamentales du royaume de France Constitution française du 3 septembre 1791
Les Articles de constitution de 1789 sont un texte constitutionnel instaurant en France un régime de monarchie constitutionnelle à la place de la royauté de droit divin et de ses lois fondamentales. 
Voté par l'Assemblée nationale constituante pendant plusieurs séances échelonnées entre le  3 septembre 1789 et le 1er octobre 1789, ce texte comporte dix-neuf articles qui ont été promulgués le 3 novembre 1789 par lettres patentes du roi Louis XVI en même temps que la Déclaration des droits de l'homme et du citoyen qui lui sert de préambule.
Ce texte affirme pour la première fois le passage de l'origine du pouvoir de Dieu à la Nation (c'est-à-dire à l'Assemblée nationale), de la souveraineté du Roi à celle de la Loi, et il met pour la première fois en œuvre de façon stricte le principe de la séparation des pouvoirs, c'est-à-dire l'autonomie du pouvoir législatif qui est confié à l'Assemblée Nationale.
Mis en application avant même leur promulgation, ces articles seront en partie repris ou modifiés dans la constitution de 1791 que les historiens considèrent comme la première véritable constitution écrite.

## Origines des articles de constitution de 1789
Les origines de ces articles sont multiples ; ils sont issus de mouvements de pensées philosophiques et politiques hérités des Lumières et des phénomènes de Révolution Atlantique.
Les constituants de l’Assemblée nationale, issue des États généraux réunis en 1789 par Louis XVI, jurent le 20 juin de la même année lors du serment du Jeu de paume de ne pas se séparer avant la rédaction et l’adoption d’une constitution. Leur inspiration et leur détermination sont essentiellement de nature politique et philosophique.

### Les inspirations

#### Politiques
Les constituants ont à l’esprit la Révolution anglaise de 1688 qui, par le Bill of Rights de 1689, propose déjà un modèle de monarchie très modérée et dont les pouvoirs sont distribués entre, d’un côté, le monarque et, de l’autre, un parlement bicaméral et représentatif. Cette révolution avait été étudiée notamment par John Locke dans ses deux traités sur le gouvernement civil (1690) et son principe directeur (la séparation des pouvoirs) fut théorisé par Montesquieu dans De l'Esprit des Lois.

### La détermination
À la fin du XVIIIe siècle, le coup de force de Maupeou de 1771 sur le parlement pendant le règne de Louis XV et les séries de réformes des décennies 1770 et 1780 contribuent, paradoxalement, à affaiblir l’autorité royale. Le peuple a perdu confiance et l’autorité de la royauté a diminué.
L'objectif de la constitution de 1789 est résumé dans l'article 16 de la Déclaration des droits de l'homme et du citoyen de 1789
"Toute Société dans laquelle la garantie des Droits n’est pas assurée, ni la séparation des Pouvoirs déterminée, n’a point de Constitution."
Ainsi, l'objectif est la mise en place d'un État libéral qui respecte et garantit les droits individuels des citoyens (ces droits étant annoncés par la constitution dite "sociale"). Cet objectif qui ne peut être réalisé que si est assurée en parallèle une "limitation du pouvoir par le pouvoir" (Montesquieu), ie. une séparation des différents pouvoirs déterminée dans la constitution dite "politique".
Ce afin d'entériner l'équilibre entre les pouvoirs du Roi et les organes de contrôle, d'entériner aussi les droits garantis aux citoyens, est rédigée une constitution écrite, jugée par les révolutionnaires plus rigide qu'une constitution coutumière.

## La constitution

### Séparation en trois pouvoirs

#### Le pouvoir exécutif
Le pouvoir exécutif a été mis entre les mains du roi, c'est d'ailleurs le seul pouvoir qu'il lui reste après 1789 avec le droit de véto. Le Roi peut également inviter l'Assemblée Nationale à prendre un objet en considération mais sans qu'il ne s'agisse d'une proposition de loi (article 13).

#### Le pouvoir législatif
Le pouvoir législatif est exercé par l’Assemblée unique, permanente, renouvelée tous les deux ans.
L’Assemblée a seule l’initiative et le vote des lois - lesquelles sont ensuite sanctionnées par le roi - notamment en matière de finance, puisqu’elle établit et contrôle l’impôt. Le Roi peut inviter l'Assemblée Nationale à prendre un objet en considération. Le Roi dispose d'un droit de véto qui ne s'applique pas pour les lois financières.

#### En pratique
En 1789, les Français sont habitués au système monarchique et jusqu’à la fuite de Varennes, Louis XVI reste très populaire. Les Constitutionnels organisent par conséquent une monarchie constitutionnelle avec la Constitution du 1er octobre 1789. 

##### La prépondérance de l’Assemblée nationale (Assemblée nationale constituante)
Cette Assemblée Nationale s'octroie les pouvoirs essentiels.
L’Assemblée représente la nation souveraine. Elle est composée d’une chambre unique, car selon l’analyse de l’époque la souveraineté ne doit pas être divisée. Cette Assemblée, permanente, est composée de députés élus pour deux ans. Elle se réunit à son gré, ne peut pas être dissoute ou prorogée.
Elle peut s’ajourner comme elle l’entend. Elle décide elle-même de son règlement, de son fonctionnement, de l’ordre du jour. Ses membres ont seuls l’initiative des lois et ils sont inviolables.
La loi est la norme fondamentale et suprême.
Le Roi et tous les agents publics ne commandent désormais qu’au nom de la loi et toute l’organisation judiciaire, administrative et militaire est établie par la loi.
Aucun domaine de la loi n’est prédéfini : l’Assemblée dispose d’une compétence universelle pour légiférer. En pratique ce domaine sera conçu de façon très étendue. L’Assemblée législative va régler jusque dans les détails toute l’organisation de l’État.
De plus, l’Assemblée préconise par des « instructions » les conditions d’application de la loi. 
Le domaine des finances publiques relève de l’Assemblée.

##### Le Roi en situation d’infériorité
Les Constituants sont inspirés par une méfiance croissante vis-à-vis du Roi.
Le Roi ne règne plus qu’au nom de la loi, par la seule volonté nationale : Selon l'article II de la Constitution de 1789, « Il n'y a point en France d'autorité supérieure à la loi; Le Roi ne règne que par elle [la loi] ».
La fonction royale n’est plus qu’une première magistrature de l’État. 
Dans les compétences qui lui sont reconnues, les pouvoirs du Roi sont très limités.
Le Roi et son gouvernement ne peuvent faire aucune loi, seulement inviter l'Assemblée Nationale à prendre un objet en considération. Il peut prendre des proclamations conformes aux lois pour en ordonner l’exécution.
Malgré tout, les députés reconnaissent au Roi un droit de veto suspensif : droit de différer pendant la durée de deux législatures (4 ans) l’application d’un texte voté par les députés. Passé ce délai, le texte devient applicable. Ce droit de veto est en contradiction avec l’analyse et l’ambiance dominante. 
Son usage par Louis XVI sera, en août 1792, une des raisons du coup d’État destiné à anéantir cette résistance constitutionnelle du roi que l’on[Qui ?] appelle désormais « Capet » ou parfois « M. Veto ».
La personne du Roi est inviolable et sacrée.
Tous les actes royaux doivent être contresignés par un secrétaire d'État ou par l'ordonnateur du Département. (article 18)

### La citoyenneté
Certains des droits liés à la citoyenneté sont définis dans la Déclaration des droits de l'homme et du citoyen.

### Indivisibilité du Royaume
L’article I de la Constitution de 1789 ainsi rédigé : « Le Gouvernement français est monarchique » et l'article III ajoute que « Le Trône est indivisible ».
Par cet article, la Constitution fixe dans le droit écrit les lois fondamentales du royaume déjà existantes mais qui jusqu'ici n'étaient que de nature coutumière et non-écrite. Il y a donc de fait une continuité dans l'institution monarchique qui perd sa substance souveraine mais conserve ses règles de fonctionnement dynastique (notamment les règles de dévolution de la Couronne et la loi salique qui remonte au temps des Francs).

## L’échec de la monarchie constitutionnelle

### Le rationalisme utopique de la Constitution
Cette Constitution crée un dualisme déséquilibré au détriment de l’autorité royale frappée d’impuissance. Les Constituants rendent impossible une monarchie à l’anglaise en décrétant l’incompatibilité des fonctions de ministre et de député et en ne séparant pas entièrement les trois principaux pouvoirs, ce qui est source de conflits.
La monarchie constitutionnelle échoue du fait du double jeu d'un Louis XVI récalcitrant et de sa perte de crédibilité après la fuite à Varennes. La guerre lui apportera le coup de grâce en 1792.